# Åggelby kyrka
Åggelby kyrka (finska: Oulunkylän kirkko) är en kyrka som ligger i stadsdelen Åggelby i Helsingfors.

## Kyrkobyggnaden
I femtio år planerades en ny kyrka som skulle ersätta Åggelby gamla kyrka. Nuvarande kyrka uppfördes efter ritningar av Heikki Castrén och färdigställdes år 1972. Kyrkan är byggd av tegel och har en kvadratisk planform. Det kvadratiska temat upprepas överallt i kyrkan. Kyrkorummet och den övre våningen får ljusinsläpp från takfönster.

## Inventarier
- En altarskulptur av furu är utförd 1972 av skulptören Raimo Heino. Skulpturen skildrar Jesu fängslande i Getsemane.
- Nattvardskärlen är formgivna av skulptören Tapio Wirkkala.
- Altartextilierna i koppar och linne är utförda av textilkonstnären Lea Thil-Junnila.
- Orgeln med 32 register är byggd av Kangasala orgelfabrik.
- Kyrkans tre kyrkklockor är tillverkade i Tyskland.